# Vincent Delerm

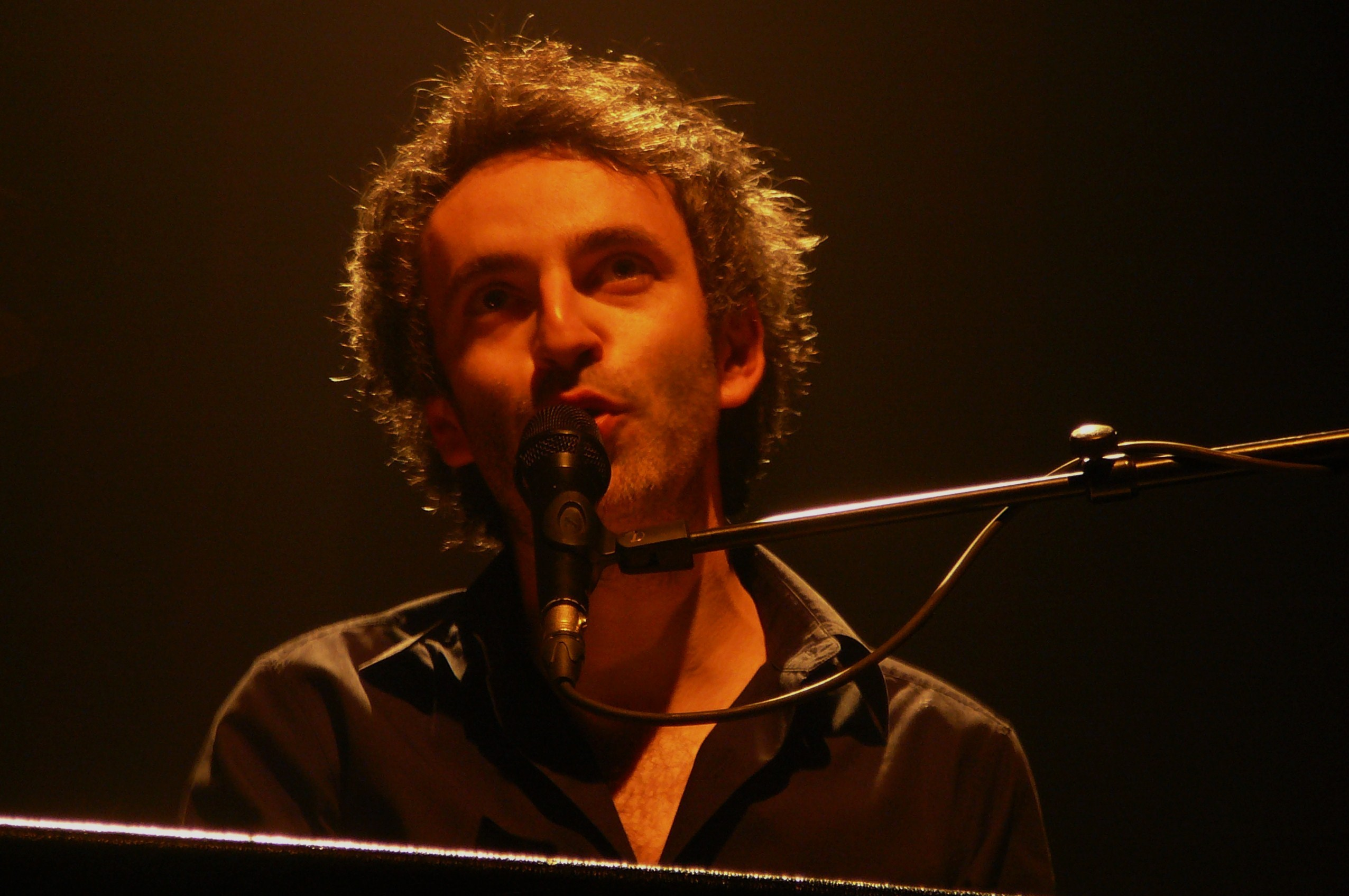
Vincent Delerm im März 2009

Vincent Delerm (* 31. August 1976 in Évreux) ist ein französischer Sänger, Songwriter, Pianist und Komponist. Er ist der Sohn des Schriftstellers Philippe Delerm.

## Leben
Vincent Delerm studierte zeitgenössische Literatur an der Universität Rouen.
Seine Masterarbeit über François Truffaut hatte das Thema «En quoi le cinéma de Truffaut est-il littéraire?»
Sein erstes Album gab er 2002 heraus. Sein zweites Album, Kensington Square, kam 2004 heraus. Im September 2006 erschien sein drittes Album Les Piqûres d’araignée. Es beinhaltet unter anderem zwei Duette: Marine mit Peter von Poehl und Favourite Song mit Neil Hannon von Divine Comedy. 
Renaud Séchan gab ihm 2006 einen prominenten Platz im Album Rouge sang und meinte im Lied Les Bobos, Delerm besinge stets das Leben der Bobos. 2004 schrieb er seine erste Filmmusik für den Dokumentarfilm François Truffaut, une autobiographie von Anne Andreu (* 1939). 2019 drehte er mit Je ne sais pas si c’est tout le monde seinen ersten Film, indem er seine Gesprächspartner – Unbekannte oder Sänger und Schauspieler wie Alain Souchon, Aloïse Sauvage, Vincent Dedienne, Vincent Duluc oder Alice Rohrwacher – über ihre Ideen über Zeit und Vergänglich befragt. 2014 komponierte er die Filmmusik für La Vie très privée de Monsieur Sim von Michel Leclerc und 2023 zu dem Spielfilm Hors-saison.

## Diskografie

### Studioalben
| Jahr | Titel                  | Höchstplatzierung, Gesamtwochen, AuszeichnungChartplatzierungen (Jahr, Titel, Platzierungen, Wochen, Auszeichnungen, Anmerkungen) | Höchstplatzierung, Gesamtwochen, AuszeichnungChartplatzierungen (Jahr, Titel, Platzierungen, Wochen, Auszeichnungen, Anmerkungen) | Höchstplatzierung, Gesamtwochen, AuszeichnungChartplatzierungen (Jahr, Titel, Platzierungen, Wochen, Auszeichnungen, Anmerkungen) | Anmerkungen |
| Jahr | Titel                  | FR | BEW | CH | Anmerkungen |
| ---- | ---------------------- | --- | --- | --- | ----------- |
| 2002 | Vincent Delerm         | FR3 Platin · (80 Wo.)FR | BEW8 (18 Wo.)BEW | CH26 (6 Wo.)CH |             |
| 2004 | Kensington Square      | FR1 Gold · (56 Wo.)FR | BEW7 (32 Wo.)BEW | CH22 (7 Wo.)CH |             |
| 2006 | Les piqûres d’araignée | FR1 Gold · (31 Wo.)FR | BEW9 (10 Wo.)BEW | CH14 (7 Wo.)CH |             |
| 2007 | Quinze chansons        | FR8 (23 Wo.)FR | BEW13 (8 Wo.)BEW | CH72 (2 Wo.)CH |             |
| 2013 | Les amants parallèles  | FR24 (10 Wo.)FR | BEW45 (21 Wo.)BEW | — |             |
| 2016 | À présent              | FR8 (14 Wo.)FR | BEW10 (28 Wo.)BEW | CH29 (2 Wo.)CH |             |
| 2016 | Panorama               | FR16 (10 Wo.)FR | BEW14 (10 Wo.)BEW | CH24 (1 Wo.)CH |             |

### Livealben
| Jahr | Titel           | Höchstplatzierung, Gesamtwochen, AuszeichnungChartplatzierungen (Jahr, Titel, Platzierungen, Wochen, Auszeichnungen, Anmerkungen) | Höchstplatzierung, Gesamtwochen, AuszeichnungChartplatzierungen (Jahr, Titel, Platzierungen, Wochen, Auszeichnungen, Anmerkungen) | Höchstplatzierung, Gesamtwochen, AuszeichnungChartplatzierungen (Jahr, Titel, Platzierungen, Wochen, Auszeichnungen, Anmerkungen) | Anmerkungen |
| Jahr | Titel           | FR | BEW | CH | Anmerkungen |
| ---- | --------------- | --- | --- | --- | ----------- |
| 2007 | Favourite Songs | FR40 (20 Wo.)FR | — | — |             |

### Kompilationen
| Jahr | Titel                             | Höchstplatzierung, Gesamtwochen, AuszeichnungChartplatzierungen (Jahr, Titel, Platzierungen, Wochen, Auszeichnungen, Anmerkungen) | Höchstplatzierung, Gesamtwochen, AuszeichnungChartplatzierungen (Jahr, Titel, Platzierungen, Wochen, Auszeichnungen, Anmerkungen) | Höchstplatzierung, Gesamtwochen, AuszeichnungChartplatzierungen (Jahr, Titel, Platzierungen, Wochen, Auszeichnungen, Anmerkungen) | Anmerkungen                                 |
| Jahr | Titel                             | FR | BEW | CH | Anmerkungen                                 |
| ---- | --------------------------------- | --- | --- | --- | ------------------------------------------- |
| 2007 | À la Cigale                       | FR49 (8 Wo.)FR | BEW82 (2 Wo.)BEW | — | live, 2 CDs: En concert und Favourite Songs |
| 2022 | Comme une histoire / Sans paroles | FR23 (4 Wo.)FR | BEW156 (1 Wo.)BEW | — | Sammlung bisher unveröffentlichter Titel    |

### Videoalben
- 2003: Un soir Boulevard Voltaire (FR: Platin)
- 2007: A la Cigale (2 DVDs, live, En concert und Favourite Songs)

## Filmografie
- 2004: François Truffaut – Eine Autobiografie (François Truffaut, une autobiographie)
- 2015: La vie très privée de Monsieur Sim
- 2019: Je ne sais pas si c’est tout le monde
- 2020: Frühling in Paris (Seize printemps)
- 2023: Hors-saison

## Bibliografie
- Songbook Vincent Delerm – 11 titres piano chant, ed. Lili Louise Musique (2003)
- Songbook Kensington Square – 10 titres piano chant, ed. Lili Louise Musique (2004)
- Songbook Les piqûres d’araignée, ed. Lili Louise Musique (2006)
- Songbook Quinze chansons, ed. Lili Louise Musique (2008)
- 23 Janvier – 18 Juillet 2009, tôt Ou tard (2009), Tournee-Fotobuch mit DVD